# Bratt (från Uddevalla)
Bratt är en svensk släkt som härstammar från en handlande i Uddevalla.
Släktens samband med andra Brattsläkter är ej känt. Den äldste kände stamfadern var Arvid Johansson Bratt, handlande i Uddevalla mot slutet av 1600-talet. Släkten var bosatt i staden i flera generationer. 

## Medlemmar
- Johan Wilhelm Bratt (1842-1914), köpman och politiker
- Emil Bratt (1874-1948), köpman